# 白芭蕾

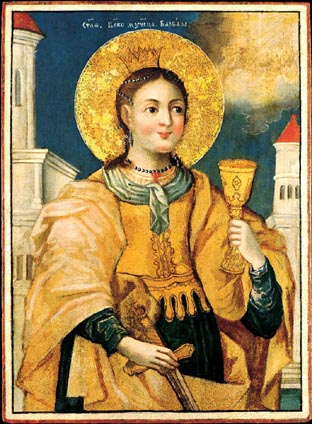
俄国圣像

圣芭芭拉（拉丁語：Sancta Barbara），或译作巴兒拔拉、巴而拔辣、巴爾拔拉等，是一位3世纪罗马帝国的基督教圣人和殉道者，可能在小亚细亚的尼科米底亞或埃及的赫里奥波里斯。对她的崇拜可以追溯到9世纪，在东正教徒中很普遍。
圣芭芭拉经常被刻画为带着锁链和一个塔。圣芭芭拉是十四救难圣人之一。
根据圣徒传的描述 芭芭拉是一位富有的异教徒之女，被自己的父亲关进塔内，与世隔绝。她成为基督徒后，被她的父亲杀害。因为对此传说存疑，保禄六世在1969年将其从天主教圣人历中移除。但是东正教徒从未停止敬奉圣白芭蕾，圣芭芭拉在他们中非常受欢迎。对于他们来说，她的宗教庆日是12月4日。
在12世纪，圣芭芭拉的圣髑从君士坦丁堡来到基辅的圣米迦勒金顶修道院，20世纪30年代拆除修道院时，转移到同一座城市的圣弗拉基米尔主教座堂。2012年11月，圣芭芭拉的一小部分圣髑来到了美国，供奉在伊利诺斯州的乌克兰东正教堂。